# مهرجان بوينس آيرس الدولي للسينما المستقلة

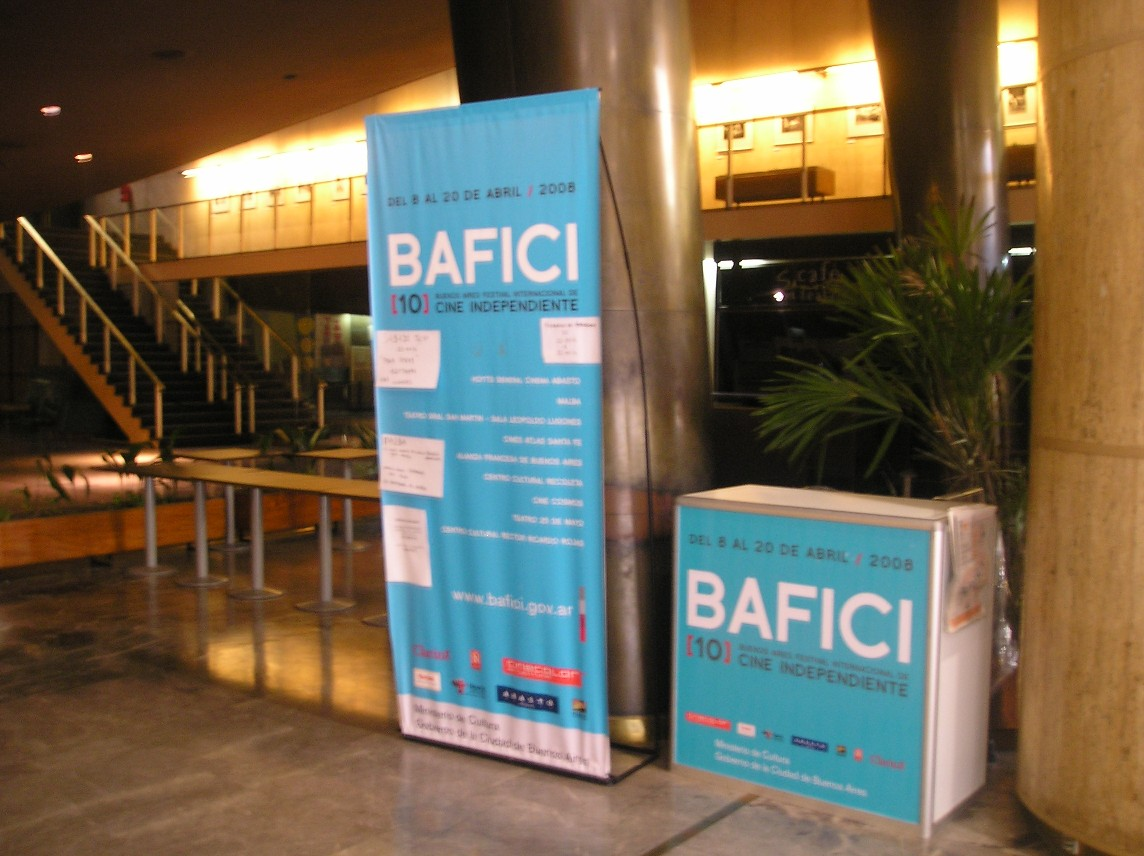
الطبعة العاشرة من مهرجان بوينس أيرس الدولي للينما المستقلة. مسرح سان مارتن في بوينس آيرس.

مهرجان بوينس آيرس الدولي للسينما المستقلة (BAFICI) يعد المهرجان الأكثر أهمية للسينما المستقلة بأمريكا اللاتينية. يقام في شهر إبريل من كل عام في مدينة بوينس آيرس بالأرجنتين. وينظم المهرجان من قبل وزارة الثقافة التابعة لمدينة بوينس آيرس. وهو لا يعد عضوا رسميا ل(FIAPF) وإنما هو حدث معترف به دوليا لأهميته.

## نبذة تاريخية
بدأ المهرجان فعاليته الأولى في شهر إبريل لعام 1999 وقد نظم من قبل وزارة الثقافة الأرجنتينية التابعة لمدينة بوينس آيرس. وقد استخدموا دور العرض السينمائية الكبرى، وبعض من سلاسل سينما هويتس، وغيرها من دور العرض التقليدية أو التي عادة تستخدم خصيصا للسينما الغير تجارية. وحضر المهرجان أكثر من 146 زائرا في هذا العام، ومن بينهم شخصيات دولية معروفة مثل فرانسيس فورد كوبولا، وتود هاينز، وبول موريس، وهؤلاء من ضمن الكثيرين. وتم عرض أكثر من 150 فيلما مابين محليا وأجنبيا. وكانت الدعوة الأولى للمهرجان لحوالي 120000 مشاهد.
ومنذ ذلك الحين يتكرر كل عام مع زيادة كمية الأفلام المعروضة، والأنشطة، وأنشطة موازية (محاضرات كوم، ومؤتمرات، وورش عمل)، وأيضا مع زيادة الدعوة العامة للمهرجان.
عرف المهرجان في عام 2010 من قبل مؤسسة كونكس بإشارة خاصة لمساهمتها في السينما الأرجنتينية.
وكان روادها الفنيين (على حسب الترتيب الزمني) أندريس دي تيلا، وإدوارد أنتين (كونيتين)، فرناندو مارتين بينيا، وسيرجيو وولف.

### حول المهرجان
أنشئ المهرجان في عام 1999، وعام بعد عام أصبح واحدا من مهرجانات السينما الأكثر بروزا في العالم، باعتراف هام ومكان في الأجندة السينمائية الدولية، وهو معروف كوسيلة ترويجية أساسية للإنتاج المستقل، ومن هنا يمكن عرض الأفلام الأكثر إبداعا، وجرأة، والتزاما.
ويتكامل المهرجان من خلال برنامجه المكثف والطرق المختلفة للتعبير الثقافي، واجتماع مخرجين مشهود لهم، ومواهب جديدة في بيئة ديناميكية. يستحق المهرجان بجدارة أن يكون الأكثر ضخامة وشهرة في السينما المستقلة بأمريكا اللاتينية حيث يعرض مجموعة كبيرة من أفلام العرض الأول العالمية والأرجنتينية والأمريكية اللاتينية.
معدلات الحضور تزداد عاما إثر عام حيث:
حضر المهرجان 184500 شخصا في عام 2005 ونال إقبالا لأكثر من 220 ألف متفرج في عام 2008، غير أنهم وزعوا على 1511 حفلة تجسدت في 9 أماكن للمهرجان. كل هذه البيانات وغيرها تتيح لنا الإستنتاج بأن هذه الدورة الأكثر نجاحا في تاريخ المهرجان مع سجل التذاكر المباعة الذي وصل إلي (أكثر من 176 ألفا)، والحداثة في دائرة للسينما الأرجنتينية مثيرة للاهتمام في الهواء الطلق في ممر كارلوس غارديل بحي أباستو. وفي العام التالي في دورة عام 2009، تمتع 245000 شخص ب 1069 حفلة، ووافقوا علي بيع تذاكر موحدة والتي تسمح بشراء مواقع لأي فيلم أو حفلة. وأيضا إضافة قسم البافيسيتو BAFICITO)) إلى الصغار. انتهت دورة عام 2010 بإجمالي حضور 280 ألف شخصا وبإجمالي 200 ألف تذكرة مباعة. وفي خلال أحد عشر يوما قد استغرقه المهرجان، تم عرض 422 فيلما من 48 دولة، بلغ مجموعها 1115 حفلة بالإضافة إلي تأسيس ورشة عمل للأطفال تدعى أنيميشين بوكس (ِANIMATIONBOX) بتذكرة دخول مجانية. وكل ذلك يمثل زيادة بنسبة 10% مقارنة بدورة عام 2009، من حيث التذاكر المباعة أو إجمالي الحضور على حد سواء.
في عام 2011، جعل المهرجان عدد التذاكر المباعة يزداد بشكل كبير، حيث وصل إلى 210 ألف تذكرة. وتمتع حوالي 300 ألف شخص ببرنامج المهرجان الذي شمل 438 فيلما(113 عروض أولى لأفلام أرجنتينية) يتم عرضهم في 11 موقع في أحياء مختلفة بالمدينة. وتمتع أيضا الصغار بالبافيسيتو عن طريق شاشة في الهواء الطلق بميدان سان مارتن دي تور. ونال المهرجان الفخر بوجود 300 فنانا عالميا، الذين شاركو في هذا الحدث الذي ينمو ويتجدد عاما بعد عام.
الأرقام النهائية للدورة الأخيرة تشير إلى زيادة عدد الدعوات والتأكيد على أن المهرجان يعتبر حدث حقيقي في الأجندة الثقافية السنوية للمدينة. وقد شارك نحو 350 ألف شخصا في الدورة الرابعة عشر للمهرجان والذي يمثل زيادة بنسبة 15% عن دورة عام 2011. وتم بيع 230 ألف تذكرة، ومعدل آخر يؤكد قوة الجذب لعينة تجمع كل أنواع الأفلام الطبيعية والخطيرة، والتي لا تمثل عادة ربحا في السوق التجارية في المدن المعروفة بشغف أهلها بالسينما. وتم عرض 499 فيلما ما بين أفلام طويلة وقصيرة، آتية من دول من الخمس قارات خلال 1012 حفلة. وتم عرض 111 فيلما أرجنتينيا (52 فيلم طويل و592 فيلم قصير). ودائرة العرض لهذا العام تتضمن 23 غرفة موزعة علي 11 موقع، مع الإضافات لهذه الدورة والتي تتمثل في القبة السماوية لغالييلو غاليلي وغرفته الخاصة بنظام العرض القبة الكاملة، والمركز الثقافي سان مارتن بغرفتيه الجدد، ومدرج بارك سنتينيال كمقر لدورات السينما في الهواء الطلق والبافيسيتو. بوينس آيرس وجمهورها يتنفسوا السينما، وتشتهر بالشغف والإخلاص للسينما، ويصاحب كل دورة زيادة في أعداد الحضور.

## الجوائز التشجيعية
المهرجان لديه لجنة تحكيم دولية وأخرى محلية، وأيضا لجان تحكيم لبعض الأقسام الخاصة. وجميعهم يقوموا بتسليم جوائز والتي لا تستجيب دائما لنفس الشبكة. الجوائز الرئيسية هي: أفضل فيلم، أفضل سيناريو، أفضل مخرج، أفضل ممثل، أفضل ممثلة، وأحد أو أكثر الإشارات الخاصة في الفئات المختلفة، من بينهم: جوائز رسمية عالمية، جوائز رسمية أرجنتينية، مسابقة رسمية للأفلام القصيرة، سينما المستقبل، مسابقة حقوق الإنسان. وأيضا يصوت جمهور المهرجان أينما كان علي فيلمه المفضل، والأكثر تصويتا يحصل على جائزة الجمهور. والحكام يقوموا بتسليم جوائز إلى المنظمة الكاثوليكية للاتصالات (سيجنيس)، والاتحاد الدولي لنقاد السينما (فيبرسكي)، وجمعية نقاد السينما الأرجنتينيين، والاتحاد الأرجنتيني للمصورين السينمائيين، واتحاد مدارس الصوت والصورة في أمريكا اللاتينية.

## الجوائز

### الدورة الرابعة عشر لعام 2012
أقيمت الدورة الرابعة عشر للمهرجان ما بين 11 و22 إبريل لعام 2012.

#### الجوائز الرسمية العالمية
أفضل فيلم برعاية Z أفلام وهويتس: الشرطي، ل ناداف لابيد
أفضل مخرج: ناداف لابيد، عن فيلمه الشرطي
أفضل ممثلة: زوي هران عن فيلم تومبوي
أفضل ممثل: مارتن بيرويانسكي عن فيلم العنكبوت مصاص الدماء
جائزة خاصة للجنة التحكيم الخاصة ب: ألمانيا لماكسيميليانو شونفيلد
التميز لأفضل فيلم أرجنتيني برعاية فوجي ل: فيلم العنكبوت مصاص الدماء لغابرييل ميدين

#### الجوائز الرسمية الأرجنتينية
جائزة أفضل فيلم برعاية وزارة الثقافة الأرجنتينية لمدينة بوينس آيرس، وهويتس، وسينيكولور، وكوداك عن فيلم بابيروسين لغاستون سولنيكي.
جائزة أفضل مخرج برعاية التا ديفينيسيون الأرجنتينية، ومتروفيشين، وفقاعة الصوت (لا بوربوخا سونيدو)، ولجنة المساعدة الإنمائية (داك)، ووزارة الثقافة الأرجنتينية بمدينة بوينس آيرس: لويس أورتيجا عن فيلمه (درومومانوس).
وذكر خاص لفيلم فتاة الجنوب ل جوسي لويس جارسيا.
التمييز لأفضل معالجة صور برعاية كوداك ل: كما لو تمطر لفيرناندو جاتي (مدير التصوير:رامون كارديناس).

#### المسابقة الرسمية للأفلام القصيرة
أفضل فيلم قصير برعاية المرصد: الأمور كامبيا ل اجناسيو سيروي.
أفضل فيلم قصير برعاية المرصد: نويليا ل ماريا ألشي.
أفضل فيلم قصير برعاية كوداك: استطعت أن أري بوما ل إدوارد ويليامز.

#### سينما المستقبل
أفضل فيلم برعاية (I.SAT): أنها علي الأرض وليس القمر (É na Terra não é na Lua) ل غونزالو توتشا.
وإشارة ل: حسنا، كفي، وداعا ل رانيا عطية، ودانيال جارثيا.

#### مسابقة حقوق الإنسان
جائزة لفيلم: سيبيلا ل تيريسا أرريدوندو.

#### مسابقة اليونيسيف
جائزة لفيلم: مكان خاص بها ل سيجال إيمانويل.
وإشارة لفيلم: كاوبوي ل بودوين كول.

#### جائزة فيبريسكي
جائزة لفيلم: تومبوي ل سيلين سكياما.

#### جائزة سيجنيس
جائزة لفيلم: تومبوي ل سيلين سكياما.

#### جائزة أدف
جائزة لمدير التصوير: خوليان أبيزتيجيا عن فيلم لوس سالباخيس ل أليخاندرو فاضل

#### جائزة جمعية النقاد السينائيين الأرجنتينيين
جائزة لفيلم بييجاس لغونزالو توبال

#### جائزة فيصل
جائزة لفيلم: ألمانيا ل ماكسيميليانو شونفيلد
ذكر خاص ل: من الخميس إلى الأحد ل دومينجو سوتويامور
ذكر خاص ل: بييجاس ل غونزالو توبال

### الدورة الثالثة عشر لمهرجان بوينس آيرس الدولي للسينما المستقلة لعام 2011
أقيمت الدورة الثالثة عشر للمهرجان ما بين 6 و17 أبريل من عام 2011

#### الجوائز الرسمية العالمية
أفضل فيلم برعاية أفلام زد وهويتس: (des figures de guerres)Qu'ils reposent en révolet ل سيلفيان جورج (فرنسا)
أفضل مخرج عن فيلم: أثينا راتشيل تسانجاري ل أتينبيرج (اليونان)
تميز لأفضل فيلم أرجنتيني برعاية فوجي: فيلم ياتاستو ل هيرميس باراللويلو
أفضل ممثل ل: جورج خيلينيك في فيلم الحياة النافعة ل فيديريكو بيروخ (أوروجواي/إسبانيا)
أفضل ممثلة ل: جين باليبار في فيلم At Ellen´s Age ل بيا مارايس (ألمانيا)
جائزة خاصة للجنة التحكيم الخاصة ب: الطالب ل سانتياجو ميتري (الأرجنتين)
ذكر خاص ل: ميركاو ديه فوتوروس ل ميرثيديس ألباريس(إسبانيا)
ذكر خاص ل: لاس ماريمباس ديل انفييرنو ل خوليو هيرنانديس كوردون (غواتيمالا/ فرنسا/المكسيك)
ذكر خاص ل: اوس مونستروس ل جوتو بارنتيه، ولويس بريتي، وبيدرو ديوخينيس، وريكاردو بريتي (البرازيل)

#### الجوائز الرسمية الأرجنتينية
جائزة أفضل فيلم برعاية وزارة الثقافة، وهويتس، وسينيكولور، وكوداك ل: سباق الحيوانات ل تيكولاس جروسو (الأرجنتين)
جائزة أفضل مخرج برعاية التا ديفينيسيون الأرجنتينية، ومتروفيشين، وفقاعة الصوت (لا بوربوخا سونيدو)، ووزارة الثقافة ل رامون كاردينيس عن فيلمه الأحجار (الأرجنتين)
تميز لأفضل مصور برعاية كوداك ل إيبان فوند وإدوارد كريسبو عن فيلم هوي نو توبي مييدو ل إيبان فوند

#### المسابقة الرسمية للأفلام القصيرة الأرجنتينية
أفضل فيلم قصير برعاية المرصد: اللعبة ل بنيامين نايشتات (الأرجنتين/فرنسا)
أفضل فيلم قصير برعاية المرصد: أنا سعيد ل بالديمير دوران (الأرجنتين)
أفضل فيلم قصير برعاية كوداك: حفل الزفاف ل غاستون مارجولين، ومارتين مورجينفيلد (الأرجنتين)

#### سينما المستقبل
أفضل فيلم برعاية I.SAT:صيف جوليت ل نيكولاس بيريدا (المكسيك/كندا)
وذكر ل: عام بدون صيف ل تان تشوي موي (ماليزيا)

#### مسابقة حقوق الإنسان
جائزة الإنصاف ل:فيلم قصر النسور ل استيفانو سافونا، وأليسيا بورتو، وإستر اسباراتوري (فرنسا/إيطاليا) وفيلم أصلحني ل رائد أندوني (فلسطين/سويسرا/فرنسا)
ذكر لفيلم: جان جنتيل ل إسرائيل كارديناس، ولاورا أميليا غوثمان (جمهورية الدومينيكان/المكسيك/ألمانيا)
ذكر لفيلم: الزواج ل ألدو جاراي (أوروجواي)

#### تصويت الجمهور
أفضل فيلم أجنبي: قصة سفر التكوين والسيدة جاي
أفضل فيلم أرجنتيني: نوبياس - مارديناس - 15 انيوس ل دييجو ليفي، وبابلو ليفي
أفضل فيلم للبافيسيتو: أليس ريكونتا! ل جان-كريستوفي روجي

#### جائزة فيصل
جائزة لفيلم الطالب ل سانتياجو ميتري (الأرجنتين)
ذكر خاص ل: ياتاستو ل هيرميس باراللويلو (الأرجنتين)
ذكر خاص ل: الحياة النافعة ل فيديريكو بيروخ (أوروجواي/إسبانيا)

#### جائزة جمعية نقاد السينما الأرجنتينيين
جائزة ل: أوستندي ل لاورا سيتاريلا

#### جائزة أدف
جائزة لمديري التصوير: جوستابو بياثي، وسوليداد رودريجيس، وفيديريكو كانتيني، وأليخو ماجليو لدورهم في فيلم الطالب ل سانتياجو ميتري (الأرجنتين)

#### جائزة سيجنيس
جائزة ل: مورجين ل المخرج ماريان كريسان (رومانيا/فرنسا/المجر)
ذكر خاص ل: نوربورتو ابيناس تاردي ل دانيال هندلير (أوروجواي/الأرجنتين)

#### جائزة فيبرسكي
جائزة ل: (des figures de guerres)Qu'ils reposent en révolet ل سيلفيان جورج (فرنسا)

#### جائزة اليونيسيف
جائزة ل: فيلم ياتاستو ل هيرميس باراللويلو (الأرجنتين)
ذكر ل: فيلم كيك إن إيران لفاطمة غزا عبدالهين (ألمانيا)

### الدورة الثانية عشر لمهرجان بوينس آيرس الدولي لعام 2010
أقيمت الدورة الثانية عشر للمهرجان مابين 7 و18 أبريل لعام 2010

#### الجوائز الرسمية العالمية
أفضل فيلم:الامار ل بيدرو جونثاليث-روبيو (المكسيك).
أفضل مخرج: كورنيليو بورومبيو عن فيلمه بوليس، ادجيكتيف (رومانيا).
جائزة خاصة بلجنة التحكيم: فيلم فم الذئب ل بيترو مارسيللو(إيطاليا).
تميز لأفضل فيلم أرجنتيني: الذي أحبه أكثر ل ديلفينا كاستاجنينو.
أفضل ممثل: دراجوس بوكور عن فيلم بوليس، ادجيكتيف(رومانيا).
أفضل ممثلة: مشترك بين بيلار جامبووا، ووماريا بييار عن فيلم الذي أحبه أكثر (الأرجنتين).

#### الجوائز الرسمية الأرجنتينية
أفضل فيلم: الدافئة ل جونزالو كاسترو.
أفضل مخرج: إيبان فوند، وسانتياجو لوثا عن فيلم الشفاه.
جائزة خاصة للجنة التحكيم: فيلم سوموس نوسوتروس ل ماريانو بلانكو.
تميز لأفضل تصوير سينمائي: لاس بيستاس _لانهوييج-نميتاكساناكساك ل سيباستيان لينجياردي.

#### مسابقة سينما المستقبل
أفضل فيلم: موررير كومو اون اوميم ل خواو بيدرو رودريجيس(فرنسا/البرتغال).
ذكر ل: سيوير ل شيراد أنتوني سانتشيس (الفيليبين).

#### المسابقة الرسميةللأفلام القصيرة
أفضل فيلم قصير: السبت واحد ل اجناسيو روجريس (الأرجنتين).
أفضل فيلم قصير: بينما أخطوا كالبجعة ل لارا أرييانو (الأرجنتين).
أفضل فيلم قصير: منزلي ل مارسيلو سكوكسيا (الأرجنتين).
ذكر ل: الأشجار تتحرك ل كريستيان نونكلاريس، وسيرخيو سوبيرو (الأرجنتين).

#### مسابقة حقوق الإنسان
أفضل فيلم: سكين خشب ل ريناتي كوستا (إسبانيا/باراجواي).
ذكر ل: أكتوبر بيلاجا، ريلاتوس سوبري السيلينسيو ل باليريا مابيلمان (الأرجنتين).
ذكرل: فيلم بيتيشن ل زاو ليانج (الصين/فرنسا).
ذكر ل: فيلم الراتي هوررور شو ل انريكيه بينييرو (الأرجنتين).

### الدورة الحادية عشر لمهرجان بوينس آيرس الدولي للسينما المستقلة عام 2009
أقيمت الدورة الحادية عشر للمهرجان ما بين 25 من شهر مارس و5إبريل لعام 2009

#### الجوائز الرسمية العالمية
أفضل فيلم: Aquele Querido Mês de Agosto ل ميجيل جوميس (برتغال).
ذكر خاص بلجنة التحكيم: عن فيلم تودوس ميينتين ل ماتيَاس بينيييرو (الأرجنتين).
تميز لأفضل فيلم أرجنتيني: تودوس ميينتين ل ماتيَاس بينيييرو (الأرجنتين).
أفضل ممثل: ألفريدو كاسترو عن فيلم توني مانيرو ل بابلو لاررايين (تشيلي).
أفضل ممثلة: ماريا دينوليسكو عن فيلم هوكيد (رومانيا).
جائزة خاصة للجنة التحكيم: عن فيلم جاسولينا ل خوليو هيرنانديث كوردون (غواتيمالا).
أفضل مخرج: مارين أدن عن فيلم ايفري ون إيلس (ألمانيا).

#### الجوائز الرسمية الأرجنتينية
جائزة أفضل فيلم: كاسترو ل أليخو موجييانسكي.
تميز لأفضل مصور: غوستابو بياثي عن فيلم كاسترو.
جائزة خاصة بلجنة التحكيم: عن فيلم روسا باتريا ل سانتياجو لوثا.
جائزة أفضل مخرج: بابلو أجويرو عن فيلم 77 دورونشيب.

#### مسابقة سينما المستقبل
أفضل فيلم: La neige au village ل مارتين ريت (فرنسا).
ذكر ل فيلم فوبيا ل كيكو جويفمان (برازيل).

#### المسابقة الرسمية للأفلام القصيرة
أفضل فيلم قصير برعاية سييفيك: بيهواخو ل كتالينا مارين (الأرجنتين/أوروجواي)
أفضل فيلم قصير برعاية سييفيك: أنا، نتاليا، ل جييرمينا بيكو (الأرجنتين)
أفضل فيلم قصير برعاية كوداك: سيلينثيو إن لا سالا ل فيليبي جالبيث ابيرلي (الأرجنتين)

#### مسابقة حقوق الإنسان
جائزة أفضل فيلم ل باجاتيلا، ل خورخيه كاباييرو (كولومبيا)
ذكر لفيلم NoBody’s Perfect، ل نيكو بون جلاسو (ألمانيا)
ذكر لفيلم La Mère، ل أنطونيو كاتين وبافيل كوستوماروف (سويسرا/روسيا)
ذكر لفيلم لا فورتريسي، ل فيرناند ميلجار (سويسرا)

### الدورة العاشرة لمهرجان بوينس آيرس الدولي للسينما المستقلة عام 2008
أقيمت الدورة العاشرة للمهرجان ما بين 8 و20 إبريل لعام 2008.

#### الجوائز الرسمية العالمية
أفضل فيلم: انتيميداديس دي شكسبير وفكتور هوغو، ل يوليني اولايثولا (المكسيك)
أفضل مخرج: لانس هامر عن فيلم باللاست (الولايات المتحدة)
جائزة خاصة للجنة التحكيم عن فيلم: نايت ترين، ل دياو يينان (الصين)
أفضل ممثلة: ليو دان عن دورها في فيلم نايت ترين (الصين)
أفضل ممثل: كانج تشينج ليي عن دوره في فيلم هيلب مي ايروس (تايوان)
ذكر خاص لفيلم: بروفيت موتيف اند زا ويسبيرينج وايند، ل جون جيانفيتو (الولايات المتحدة)
ذكر خاص لفيلم: اونا سيمانا سولوس ل سيلينا مورجا (الأرجنتين)
ذكر خاص لفيلم: كوتشوتشي، ل إسرائيل كارديناس، ولاورا ايه. جوثمان (المكسيك) (جمهورية الدومنيكان)
جائزة رسمية للأفلام القصيرة: ال كونتراباخو، ل اليخو فرانثيتي؛ اهيندوندي سابوكاي (اويجو تو جريتو)، ل بابلو لاما؛ فيدرا أو لا ديسيسبيراثيون، ل جوستابو جالوبو.

#### الجوائز الرسمية الأرجنتينية
أفضل فيلم: اونيداد 25، ل أليخو هويخمان، (الأرجنتين/إسبانيا/فرنسا)
أفضل مخرج: جونثالوكاسترو عن فيلم ريسفريادا
ذكر خاص ل: سودين ل غاستون سولنيكي
جائزة خاصة للجنة التحكيم كوداك-ثينيكولور الأرجنتينية: ايستورياس اكستراأورديناريا ل ماريانو ييناس.

### الدورة التاسعة لمهرجان بوينس آيرس الدولي للسينما المستقلة لعام 2007
أفضل فيلم: ان بيتوين دايس، ل سو يونج-كيم (الولايات المتحدة/كندا/كوريا الجنوبية)
أفضل مخرج: هوجو بيييرا دا سيلبا، ل بودي ريثي (البرتغال)
جائزة خاصة للجنة التحكيم عن فيلم: استرييَاس، ل فيديريكو ليون، وماركوس مارتينيث (الأرجنتين)
أفضل ممثلة: جيسون كيم، عن دورها في فيلم ان بيتوين دايس.
أفضل ممثل: أرتورو جويتث، عن دوره في فيلم ال اسالتانتي (الأرجنتين)
الجوائز الرسمية الأرجنتينية (أفضل فيلم): اوبا! فيلم أرجنتيني، ل سانتياجو خيرالت، وكاميلا توكير، وتاماي جاراتيجوي.
الجوائز الرسمية للأفلام القصيرة (أفضل فيلم قصير): أ ب ث، الخ، ل سيرخيو سوبيرو (الأرجنتين)

### الدورة الثامنة لمهرجان بوينس آيرس الدولي للسينما المستقلة عام 2006
أصدرت لجنة تحكيم المسابقة الدولية بندين فقط:
أفضل فيلم: إن الهويو ل خوان كارلوس رولفو (المكسيك)
جائزة خاصة بلجنة التحكيم: لفيلم Sehnsucht – Longing ل باليسكا جريسيباش (ألمانيا)

### الدورة السابعة لمهرجان بوينس آيرس الدولي للسينما المستقلة عام 2005
أفضل فيلم: السماء تدور ل ميرثيديس البارو (إسبانيا)
أفضل مخرج: اليا خرزهانوفسكي عن فيلم 4 (Chetyre) (روسيا)
أفضل ممثل: محمد بكري عن دوره في فيلم دوميثيليو بريبادو (إيطاليا)
أفضل ممثلة: إيبا لوباو عن دورها في فيلم زا فوريست فور زا تريز (ألمانيا)
جائزة خاصة بلجنة التحكيم: لفيلم لا اسكورريديثا، أو كومو اسكيبار ال امور ل عبد اللطيف كيتشيتشي (فرنسا)
إشارات بلجنة التحكيم: لفيلم مونوبلوك ل لويس أورتيجا (الأرجنتين)، وفيلم سباينج كام ل شيول-مين وانج (كوريا الجنوبية)
جائزة الجمهور: فيلم وطني: كانديدو لوبيث، لوس كامبيوس دي لا باتايلا ل خوسي لويس جارثيا، وفيلم أجنبي السماء تدور ل ميرثيديس الباريث

### الدورة السادسة لمهرجان بوينس آيرس الدولي للسينما المستقلة عام 2004
أفضل فيلم: بارابالوس، ل آنا بولياك (الأرجنتين)
أفضل مخرج: رويستون تان، عن فيلم 15 (فيفتين) (سنغافورا)
جائزة خاصة بلجنة التحكيم: لفيلم ساعات اليوم ل خايمي روساليس (إسبانيا)
أفضل ممثل: بيترو سيبييو، عن دوره في فيلم أيام سانتياجو (بيرو)
أفضل ممثلة: هوانج خيونج-مين، سيف زا جرين بلانيت! (كوريا الجنوبية)

### الدورة الخامسة لمهرجان بوينس آيرس الدولي للسينما المستقلة عام 2003
أفضل فيلم: ويتينج فور هابينيس، ل عبد الرحمن سيساكو (موريتانيا)
أفضل مخرج: أبيتشاتبونج ويراسيثاكول، عن فيلم بليسفولي يورز (تايلاند)
جائزة خاصة بلجنة التحكيم: لفيلم آنا والآخرون، ل سيلينا مورجا (الأرجنتين)
أفضل ممثل: اليخاندرو فيرريتيس، عن دوره في اليابان (فيلم) (المكسيك)
أفضل ممثلة: سيبيرين كانيلي، عن دورها ف فيلم Une part du ciel (فرنسا/بلجيكا/لوكسمبورغ)
ذكر خاص للجنة التحكيم: ل لوس روبيوس، ل ألبيرتينا كارري (الأرجنتين)

### الدورة الرابعة لمهرجان بوينس آيرس الدولي للسينما المستقلة عام 2002
أفضل فيلم: تورناندو اه كاسا، ل بينثينثو ماررا (إيطاليا)
أفضل مخرج: ميكائيل جيليو، عن فيلم كويك ستوب (الولايات المتحدة)
أفضل ممثلة: رونيت الكابيتث، عن دورها في فيلم لا موخير دي مي بيدا (إسرائيل/فرنسا)
أفضل ممثل: لينني بورميستير، عن دوره في فيلم بونجالو (ألمانيا)
جائزة خاصة بلجنة التحكيم: لفيلم تان دي ريبينتي، ل دييجو ليرمان (الأرجنتين)
ذكر لجنة التحكيم ل: لابورا اركايكا ل لويث فيرناندو كاربالهو (البرازيل)

### الدورة الثالثة لمهرجان بوينس آيرس الدولي للسينما المستقلة عام 2001
أفضل فيلم: بلاتفورم (زان تاي) للمخرج جيا زانجكي، الصين (2000)
أفضل مخرج: نوري بيلخي ثيلان، عن فيلم نوبيس دي مايو، تركيا (2000)
جائزة خاصة: فيلم زا ماد سونجس اوف فيرناندا حسين. للمخرج جون جيانفيتو، الولايات المتحدة (2000)
أفضل ممثل: دانيل هاندلير، وخورخيه تيمبوني، وألفونسو تورت عن فيلم 25وات، إخراج خ.ب.ريبييا وب.ستول أوروجواي (2001)
أفضل ممثلة: يوكو ناكامورا عن فيلم هوتارو. أخرج من قبل ناعومي كاواسي، اليابان (2000)
وذكر خاص لفيلم: لا بيثارّا. أخرج من قبل سميرة مخمالباف، إيران (2000)

### الدورة الثانية لمهرجان بوينس آيرس الدولي للسينما المستقلة عام 2000
جائزة أفضل فيلم: Ressources humaines (فرنسا) ل لوري كانتي.
جائزة أفضل إخراج: نويمي لفوفسكي، عن فيلم لا بيدا نو مي اسوستا (فرنسا).
جائزة أفضل بطل: ساسا خيديون، عن فيلم إل رجريسو دي لا اديوتا (جمهورية التشيك).
جائزة أفضل ممثل: إيوين بريمير، عن دوره في فيلم جولين دونكي-بوي (الولايات المتحدة).
جائزة مشتركة لأفضل ممثلة: أنَّا جيسليروفا، وتاتيانا فلهلموفا، عن فيلم إل رجريسو دي لا اديوتا (جمهورية التشيك).
ذكر خاص للمثل: إنريكيه بنييرو، عن دوره في فيلم اسبيراندو أل ميسيَّاس.
جائزة الجمهور: لفيلم Ressources humaines (فرنسا).

### الدورة الأولى لمهرجان بوينس آيرس الدولي للسينما المستقلة عام 1999
جائزة أفضل فيلم، وأفضل سيناريو: الحياة بعد الموت (اليابان) ل كوري-ايدا هيروكازو.
جائزة أفضل مخرج: موندو جرووا (الأرجنتين) ل بابلو ترابيرو.
جائزة أفضل ممثل: لويس مرجاني، عن دوره في فيلم موندو جرووا.
جائزة أفضل ممثلة: مونيك هندريكس، عن دوره في فيلم لا نوبيا بولاكا (هولندا).
جائزة الجمهور: لفيلم لا منثانا (إيران) ل سميرة مخمالباف.